# Den væsentlige tid
Den væsentlige tid er en film instrueret af Lone Alstrup.

## Handling
Et kunstnerisk portræt af den i Hamburg boende russiskfødte komponist Sofija Gubajdulina (f. 1931), som i 1999 modtog Sonnings musikpris.